# Maratus anomalus
Maratus anomalus або незвичайний павук-павич — павук виду Maratus з родини павуків-стрибунів. M. anomalus був описаний Фердинандом Каршем у 1878 році в Квінсленді, Австралія та Новому Південному Уельсі.

## Опис і поведінка
Черевце Maratus anomalus блискуче й барвисте, колір змінюється залежно від того, з якого боку на нього дивляться. Забарвлення може бути бірюзове і фіолетове. Самці часто демонструють це забарвлення. У павука відсутній висувний клапан.